# Divisione di Surguja
La divisione di Surguja è una divisione dello stato federato indiano del Chhattisgarh, di 3 295 896 abitanti. Il suo capoluogo è Ambikapur.
La divisione di Surguja è stata reintrodotta dal governo statale con decisione del 31 marzo 2008, dopo che nel 2002 era stata abolita dal precedente governo; comprende i distretti di Jashpur, Korea e Surguja. Il 14 aprile 2008 il governo statale ha nominato alla guida della divisione il commissario Manoj Pingua.